# 스위스산
스위스산 또는 스위스 메이드(Swiss made)는 제품이 스위스 영토에서 만들어졌음을 나타내는 데 사용되는 라벨 또는 표시이다. 이는 또한 다양한 스위스 및 국제법과 조약에 따라 보호되는 지리적 표시이기도 하다. 상표 및 출처 표시 보호에 관한 스위스 연방법에 따라 다음과 같은 경우 상품이나 서비스가 "스위스산"으로 지정될 수 있다.
- 식품의 경우: 원료 중량의 80%와 필수 가공이 스위스에서 이루어져야 한다.
- 산업용 제품의 경우: 제조 비용의 60%와 필수 제조 단계의 50%가 스위스에서 발생해야 한다.
- 서비스의 경우 회사 본사와 관리 부서가 스위스에 위치해야 한다.

스위스에서 제작된 휴대용 시계 또는 시계와 가장 흔히 관련되는 스위스 법은 시계의 기술 개발이 스위스에서 수행되면 시계가 스위스산으로 간주되고, 무브먼트 (기계)가 스위스에서 보관되고, 최종 검사가 완료되면 무브먼트는 스위스 제품으로 간주된다. 휴대용 시계 제조는 스위스 제조업체에서 수행하며, 제조 비용의 최소 60%는 스위스에서 발생한다. 이러한 법적 기준은 휴대용 시계에 대한 "Switzerland" 또는 "Swiss" 사용에 관한 조례에 명시되어 있다. "스위스 메이드" 요건 외에도 스위스 무브먼트가 포함된 시계에는 "스위스 무브먼트"라는 표시가 부착될 수 있다. "movement"라는 단어는 전체 내용을 기재해야 하며 "Swiss"라는 명칭과 동일한 활자체, 크기 및 색상이어야 한다. 스위스 법에 따라 시계에는 "Swiss made" 외에도 "Suisse", "produit suisse", "fabriqué en Suisse", "qualité suisse"라는 단어가 표시될 수 있으며 법적 기준이 명시된 경우 간단히 영어로 "Swiss"로 번역될 수 있다.
스위스 관할권 밖에서는 "스위스" 및 "스위스 메이드"라는 용어 사용에 대해 동일한 법적 요구 사항이 적용될 수 있다. 특히 유럽 연합, 미국 및 홍콩의 시계에는 인증/단체 마크 "SWISS"가 적용된다.

## 휴대용 시계
현재 앞서 언급한 스위스 법률 표준에서는 휴대용 시계 브랜드나 휴대용 시계 제조업체가 법적으로 정의된 특정 상황에서 스위스산 시계에 라벨을 붙이는 것을 허용하고 있다. 이러한 표준은 시간이 지남에 따라 변경되었으며 항상 국내법에 성문화되어 있지는 않았다. 따라서 스위스산(Swiss made) 마크가 있는 오래된 시계는 현재의 법적 정의를 반드시 충족하지 못할 수도 있다. 반면에, 스위스산에 대한 현재의 법적 정의(최소 기준치)를 훨씬 초과할 수도 있다.

## 같이 보기
- 원산지